# Rudolf Schuster
Rudolf Schuster (Košice, 4 gennaio 1934) è un politico, diplomatico, drammaturgo e scrittore slovacco, di origini tedesche. È stato Presidente della Repubblica Slovacca dal 15 giugno 1999 al 15 giugno 2004.

## Biografia
Nato da padre tedesco (tedesco dei Carpazi) e madre ungherese, trascorse l'infanzia a Medzev.
Dal 1964 al 1990 è stato membro del partito comunista slovacco, poi sindaco della sua città (in slovacco: primátor) rispettivamente nel 1983-1986 e 1994-1999, presidente del Consiglio nazionale slovacco (1989-1990), ambasciatore della Cecoslovacchia in Canada (1990-1992) e leader del SOP (Strana občianskeho porozumenia, 1998-1999).
Parla correntemente slovacco, ceco, tedesco, russo, inglese e ungherese.